# رو تاکشیتا
رو تاکشیتا (انگلیسی: Reo Takeshita؛ زادهٔ ۴ اکتبر ۱۹۹۵) بازیکن فوتبال اهل ژاپن است.